# 13446 Almarkim
13446 Almarkim eller 3087 P-L är en asteroid i huvudbältet som upptäcktes den 24 september 1960 av den nederländsk-amerikanske astronomen Tom Gehrels och det nederländska astronomparet Ingrid van Houten-Groeneveld och Cornelis Johannes van Houten vid Palomarobservatoriet. Den är uppkallad efter skådespelaren Al Markim.
Asteroiden har en diameter på ungefär 11 kilometer och den tillhör asteroidgruppen Eos.